# دومينغو ماركوس دوران
دومينغو ماركوس دوران (بالإسبانية: Domingo Marcos Durán)‏ هو عالم موسيقى إسباني، ولد في 1465، وتوفي في 1529.